# Come dentro un film/Buonanotte
Come dentro un film/Buonanotte è l'ottavo 45 giri di Luca Barbarossa.

## Il disco
Finalmente la CBS conferma il gruppo di lavoro di Barbarossa, grazie al successo di Via Margutta, e così Antonio Coggio produce ed arrangia (in alcuni brani con la collaborazione di Maurizio Tirelli) il nuovo album, Come dentro un film.
La pubblicazione dell'album viene rimandata di qualche mese a causa dell'ammissione al Festival di Sanremo 1987 della canzone Come dentro un film, che si classificherà al nono posto.
Anche questa è una delle canzoni più note del cantautore: il testo, malinconico, paragona la vita ad un film, rimpiangendo il fatto che non sia purtroppo possibile rigirare le scene sbagliate correggendo gli errori.
La canzone sul lato B è Buonanotte, canzone d'amore anch'essa inserita nell'album.
Entrambe le canzoni sono una coedizione tra le edizioni musicali CBS Songs e le edizioni musicali Calycanthus (queste ultime di proprietà di Coggio).